# Hildebrandslied

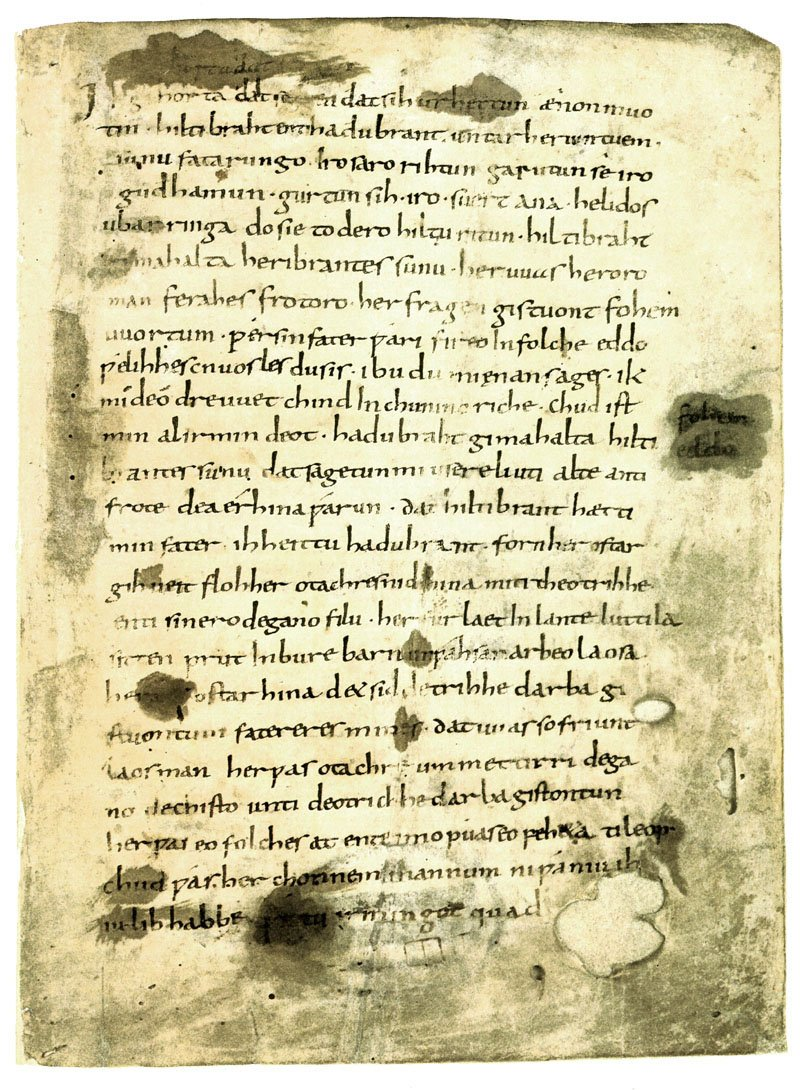
Erstes Blatt des Hildebrandsliedes

Das Hildebrandslied (Hl) aus dem 9. Jahrhundert ist das älteste und einzige überlieferte Beispiel eines germanischen Heldenliedes der deutschen Literatur und eines der frühesten poetischen Textzeugnisse der deutschen Sprache überhaupt. Das Fragment schildert den Beginn einer Episode aus den Sagen um Dietrich von Bern, in der es um den tragischen Zweikampf zwischen Dietrichs Gefolgsmann Hildebrand und dessen Sohn Hadubrand geht. Es besteht aus althochdeutschen bzw. altsächsischen Stabreimen, die gewöhnlich in 68 Langverse eingeteilt werden.
Wegen seines Alters und seiner Einzigartigkeit ist das Hildebrandslied ein zentrales Forschungsobjekt germanistisch-mediävistischer Sprach- und Literaturwissenschaft. Seinen heutigen geläufigen Titel erhielt der anonym verfasste Text durch die wissenschaftlichen Ersteditoren Jacob und Wilhelm Grimm. Der Codex Casselanus, der das Hildebrandslied enthält, befindet sich in der Handschriftensammlung der Landes- und Murhardschen Bibliothek Kassel.

## Inhalt und Aufbau
Beim Hildebrandslied handelt es sich um eine sogenannte Spross-Sage, die von Lesern und Zuhörern Vorwissen über den Sagenkreis um Dietrich von Bern verlangt. Innerhalb dieses Kreises gehört die Hildebrandsage mit dem Zweikampfmotiv als grundlegender Fabel zu den wichtigsten. Ihre Anfangsverse lauten:
| althochdeutsch Ik gihorta dat seggen, dat sih urhettun ænon muotin, Hiltibrant enti Hadubrant untar heriun tuem. sunufatarungo iro saro rihtun. garutun se iro gudhamun, gurtun sih iro suert ana, helidos, ubar hringa, do sie to dero hiltiu ritun. | deutsch Ich hörte (glaubwürdig) berichten, dass zwei Krieger, Hildebrand und Hadubrand, (allein) zwischen ihren beiden Heeren, aufeinanderstießen. Zwei Leute von gleichem Blut, Vater und Sohn, rückten da ihre Rüstung zurecht, sie strafften ihre Panzerhemden und gürteten ihre Schwerter über die Eisenringe, die Männer, als sie zu diesem Kampf ritten. Übertragung: Horst Dieter Schlosser: Althochdeutsche Literatur. Berlin 2004. |

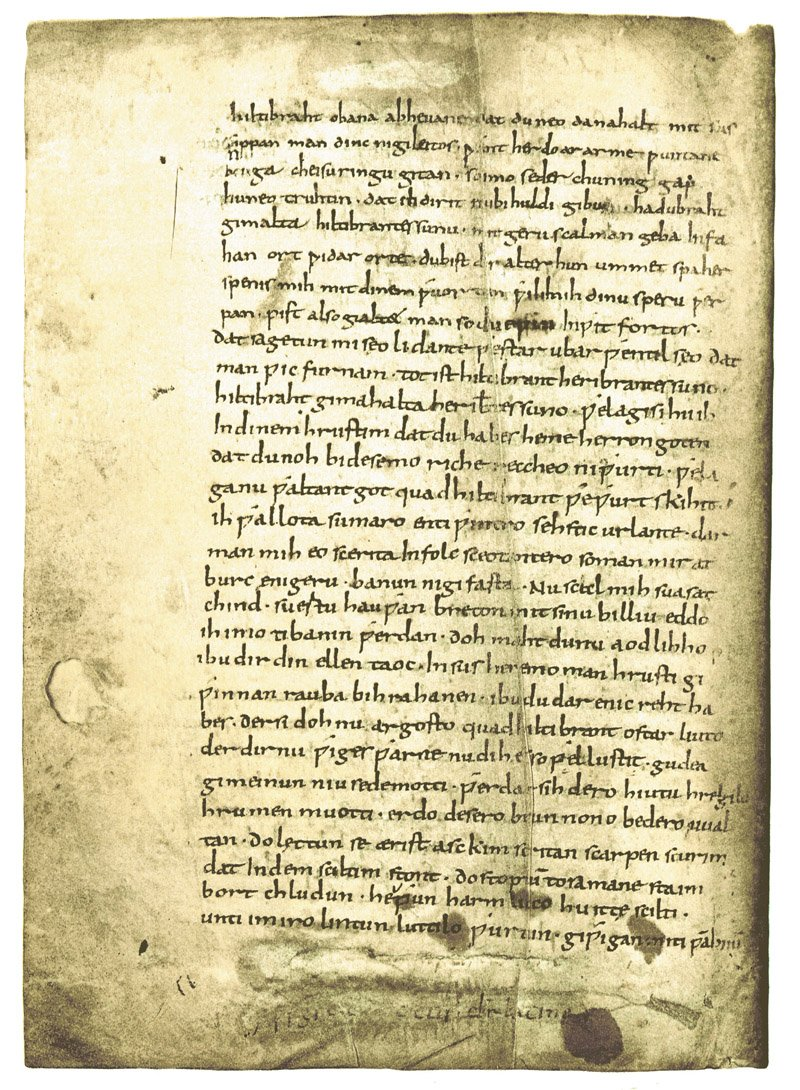
Zweites Blatt des Hildebrandsliedes

### Handlung bis zum Ende des Fragments
Hildebrand hat Frau und Kind verlassen und ist als Krieger und Gefolgsmann mit Dietrich in die Verbannung gezogen. Nun kehrt er nach 30 Jahren heim. An der Grenze, zwischen zwei Heeren, stellt sich ihm ein junger Krieger entgegen. Hildebrand fragt ihn, wer sin fater wari (wer sein Vater sei). Hildebrand erfährt, dass dieser Mann, Hadubrand, sein eigener Sohn ist. Er gibt sich Hadubrand zu erkennen und versucht durch das Angebot von Geschenken (goldenen Armringen), sich diesem verwandtschaftlich-väterlich zuzuwenden. Hadubrand weist die Geschenke jedoch brüsk zurück und meint, er sei ein listiger alter Hunne; denn Seefahrer hätten ihm berichtet, dass sein Vater tot sei (tot is hiltibrant). Mehr noch, die Annäherungsversuche des ihm Unbekannten, der sich als sein Vater ausgibt, sind für Hadubrand eine üble Beschimpfung der Ehre seines totgeglaubten Vaters. Ist die Verspottung als „alter Hunne“ und die Zurückweisung der Geschenke schon eine Herausforderung zum Kampf, so bleibt Hildebrand nach den Worten Hadubrands, dass sein Vater im Gegensatz zu dem ihm unbekannten Gegenüber ein Mann von Ehre und Tapferkeit sei, kein friedlicher Weg mehr offen. Nach den Sitten ist er nun gezwungen, um seiner eigenen Ehre willen die Herausforderung des Sohnes zum Kampf anzunehmen – und zwar unter Inkaufnahme seines eigenen Todes oder des Todes seines Sohnes. Welt- und kampferfahren ahnt Hildebrand die Dinge voraus, die folgen werden, und klagt so über sein furchtbares Schicksal: „welaga nu, waltant got“, quad Hiltibrant, „wewurt skihit“ („Wehe, waltender Gott“, sprach Hildebrand, „ein schlimmes Schicksal nimmt seinen Lauf!“). Zwischen zwei Heeren stehen nun Vater und Sohn einander gegenüber; es kommt zum unausweichlichen Kampf. Hier bricht der Text ab. Vermutlich, wie ein späterer altnordischer Text aussagt, endet der Kampf mit dem Tod Hadubrands.

### Vermutlicher Schluss
Da der Schluss der Handlung nicht überliefert ist, kann nicht mit letzter Sicherheit gesagt werden, ob das Ende tragisch gestaltet war. Man kann aber davon ausgehen, denn der Text zielt in seiner dramaturgischen Komposition auf die Klimax des Zweikampfes. Durch die psychologische Gestaltung des Wortwechsels zwischen Vater und Sohn, durch Hildebrands Zwiespalt zwischen dem väterlichen Versuch der Zuwendung und Annäherung und der aufrechterhaltenen Wahrung seiner Ehre und selbstverständlichen Position als Krieger spitzt sich die Tragik der Handlung zu. Zeugnis davon gibt das sogenannte „Hildebrands Sterbelied“ in der altnordischen Fornaldarsaga Ásmundar saga kappabana aus dem 13. Jahrhundert. Das Sterbelied ist ein fragmentarisch erhaltenes Lied im eddischen Stil innerhalb des Prosatextes der Saga. In sechs unvollständigen Strophen, besonders in der vierten, beklagt Hildibrand retrospektiv den Kampf mit dem Sohn und dessen tragischen Tod:
| „Liggr þar inn svási at hǫfði, eptirerfingi, er ec eiga gat; óviliandi aldrs syniaðag.“ | Dort liegt mir zu Häupten, der einzige Erbe, der mein eigen ward; wider Willen ward ich sein Mörder. |

Grundtext: Gustav Neckel, Hans Kuhn 1983. Übertragung: Felix Genzmer, 1985.
Im deutschen Jüngeren Hildebrandslied siegt ebenfalls der Vater, aber die beiden erkennen einander rechtzeitig. Dieser Text ist deutlich hochmittelalterlich geprägt, weil der Zweikampf vom Wesen her die Form des ritterlichen Turniers zeigt, also die Ausprägung eines quasi sportlichen Wettkampfes hat. Eine spätere Variante (in Deutschland erst in Handschriften zwischen dem 15. und 17. Jahrhundert erhalten) endet allerdings versöhnlich: Mitten im Kampf wenden sich die Streitenden voneinander ab, der Sohn erkennt den Vater, und sie schließen sich in die Arme; die Begegnung endet mit einem Kuss des Vaters auf die Stirn des Sohnes und den Worten: „Gott sei Dank, wir sind beide gesund.“ Schon im 13. Jahrhundert ist diese versöhnliche Variante aus Deutschland nach Skandinavien gelangt und dort in die Thidrekssaga eingeflossen (älteste erhaltene Handschrift schon um 1280), eine thematische Übertragung deutscher Sagen aus dem Kreis um Dietrich von Bern. In der Thidrekssaga wird der Ausgang des Kampfes so geschildert, dass Vater und Sohn, nachdem sie einander erkannt haben, zusammen mit Freuden zur Mutter und Ehefrau zurückkehren. Generell ist im Vergleich mit den späteren Interpolationen die Tragik der Geschichte größer und dem germanisch-zeitgenössischen Empfinden entsprechender, wenn die Erkenntnis des verwandtschaftlichen Verhältnisses beim Sohn ausbleibt und der Vater den Sohn tötet, denn damit löscht er seine Familie bzw. Geschlechtslinie aus.

„In drei außergermanischen Sagen liegt diese individuell geprägte Fabel vor: der irischen von Cuchullin und Conlaoch, der russischen von Ilja und Sbuta Sokolniek, der persischen von Rostam und Sohrab.“

Aufgrund der inhaltlichen Ähnlichkeit wird diese Tragödie oft mit der Geschichte von Rostam und Sohrab aus dem Schāhnāme, dem im 10. Jahrhundert entstandenen iranischen Nationalepos von Firdausi, verglichen. In diesem 50.000 Verse langen Epos wird unter anderem auch von dem Kampf zwischen dem Vater Rostam und seinem Sohn Sohrab berichtet. Rostam, der seine Ehefrau bereits vor der Geburt seines Sohnes verlassen hat, hinterließ ihr seinen Armreif, den sie der Tochter oder dem Sohn Rostams als Erkennungszeichen geben möge. Sohrab, der sich gerade volljährig geworden auf die Suche nach seinem Vater begibt, wird in einen Zweikampf mit seinem Vater mit tödlichem Ausgang verwickelt. An dem Sterbenden entdeckt Rostam den Armreif und erkennt, dass er seinen eigenen Sohn erschlagen hat. Friedrich Rückert hat diesen Teil aus dem Schāhnāme, der einen der Höhepunkte des Epos darstellt, mit seiner 1838 erschienenen Nachdichtung Rostem und Suhrab im deutschen Sprachraum bekannt gemacht.  Während bei Firdausi der Vater seinen Sohn erdolcht, erschlägt im Oidipus Tyrannos des Sophokles der Sohn seinen Vater Laios. Die verschiedenen Parallelen können einerseits durch eine indogermanische Ursage erklärt werden, die den dichterischen Gestaltungen jeweils zugrunde läge; zum anderen kann in manchen Fällen auch eine direkte Beeinflussung angenommen werden. So ging der Germanist Hermann Schneider bei dem Motiv von einer Wandersage oder Weltnovelle aus. Schließlich ist eine Erklärung durch universell wirksame Archetypen möglich, die auf psychische und soziale Grundstrukturen zurückgeführt werden können, wie sie u. a. von Carl Gustav Jung, Karl Kerényi, Claude Lévi-Strauss und Kurt Hübner untersucht wurden. Die Brüder Grimm nennen den Text in ihrer Anmerkung zu dem Märchen Der treue Johannes sowie zu dem Schwank Der alte Hildebrand im Hinblick auf die mögliche Untreue der daheim gebliebenen Ehefrau.

### Gliederung
Der Aufbau des Liedes ist schlicht und klar sowie durch die Verwendung altepischer Formen bewusst künstlerisch verfasst und benutzt besondere Stilmittel. Exemplarisch für die altepischen Formen ist die Eröffnung der einleitenden Handlung im Vers 1 Ik gihorta dat seggen. Diese Form findet sich parallel in anderen germanischen Literaturen und im althochdeutschen Kontext in der Eröffnung des Wessobrunner Gebetes in der Weise Dat gafregin ih mit firahim („Das erfrug ich bei den Menschen“). Auch sind Gestaltungsmittel erkennbar, wie sie in der übrigen germanischen Heldendichtung geläufig sind, beispielsweise im Abvers (66) durch die Form huitte scilti als strahlender oder leuchtender Schild in der konkreten Zweikampfsituation; des Weiteren in der Form gurtun sih iro suert ana (Vers 5) vergleichend mit den Versen 13–14 des altenglischen Hengestlied, hier gyrde hine his swurde. Die besonderen Stilmittel sind zum einen Pausen und zum anderen der Stabreim in der Prosodik. Die Versmetrik zeigt sich exemplarisch und idealtypisch in der Phrase des dritten Verses:

„Hiltibrant enti Hadubrant untar heriun tuem“

Die Regeln des Stabreimverses werden jedoch durch die Verwendung von Prosazeilen (Verse 33–35a) und Endreimbindungen vielfach nicht berücksichtigt. Ebenfalls finden sich Störungen im Anlaut und in einigen Abversen Doppelstäbe (V.18 heittu hadubrant) sowie zweifache Stabreime in der Form »abab«. Des Weiteren weist die Prosodik, analog zum ebenfalls aus dem Fuldaer Kontinuum stammenden altsächsischen Heliand, den Hakenstil auf, eine Übernahme des stabenden Anlautes in die Hebung des folgenden Anverses.
Der Aufbau des Liedes lässt sich wie folgt schematisch darstellen:
1. Einleitende Handlung
2. Erste Dialogsequenz
3. Handlung, kurz zur Mitte des Textes (Vers 33–35a)
4. Zweite Dialogsequenz
5. Abschließende Handlung, Zweikampf

Die innere Gliederung des Dialogteils wird in der älteren Forschung entgegen dem Gesamtaufbau des Textes unterschiedlich gewertet und ist umstritten. Dies hat zu untereinander abweichenden Editionen geführt, insbesondere durch die Annahme, dass die Verse 10 f., 28 f., 32, 38, 46 unvollständig seien. Daher wurde teilweise der Wortlaut textkritisch bearbeitet und die Versfolge modifiziert. Die neuere Forschung geht mit dem Korpus konservativer um und misst der überlieferten Version eine bewusste künstlerische Form bei. Lediglich die Verse 46–48 werden heute von der überwiegenden Zahl der Forscher Hadubrand zugeschrieben; die Platzierung nach Vers 57 wird befürwortet. In der folgenden Tabelle werden anhand der Editionen von Steinmeyer, Baesecke und De Boor vergleichend textkritische Eingriffe gegenübergestellt:
| Steinmeyer         | Baesecke           | De Boor       |
| ------------------ | ------------------ | ------------- |
| Hild. 11 – 13      | Hild. 11 – 13      | Hild. 11 – 13 |
| Had. 15 – 29       | Had. 15 – 29       | Had. 15 – 29  |
| Hild. 30 – 32 +35b | Hild. 30 – 32 +35b | Hild. 30 – 32 |
| Had. 37 – 44       | Had. 37 – 44       | Had. 46 – 48  |
| Hild. 49 – 57      | Hild. 46 – 48      | Hild. 35b     |
| Had. 46 – 48       | Had. fehlt         | Had. 37 – 44  |
| Hild. 58 – 62      | Hild. 49 – 57      | Hild. 49 – 62 |
|                    | Had. fehlt         |               |
|                    | Hild. 58 – 62      |               |

## Historische Hintergründe

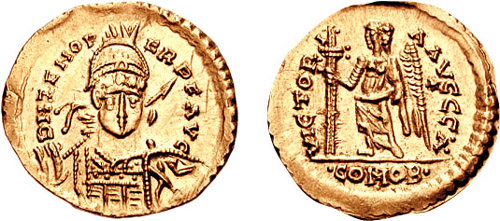
Oströmischer Solidus: Odoaker im Namen Kaisers Zenon.

Zeitlich dürfte die Handlung im 5. Jahrhundert einzuordnen sein (Heldenalter). Als Hinweis hierfür dienen die Personen, die im Text angeführt werden: Odoaker (Otacher Vers 18, 25), der gegen den Ostgotenkönig Theoderich den Großen (Theotrich Vers 19, Detrich Vers 23, Deotrich Vers 26) kämpfte. In Vers 35 wird der Herr (Gefolgsherr) der Hunnen Huneo truhtin genannt; vermutlich handelt es sich dabei um Attila. Odoaker war ein Germane vom Stamme der Skiren und hatte im Jahre 476 den letzten weströmischen Kaiser Romulus Augustulus abgesetzt; daraufhin riefen ihn seine Truppen zum König Italiens (rex Italiae) aus. In der germanischen Heldensage wurde Theoderich, ausgehend von den kurzen, episodischen Liedformen, zum Dietrich von Bern (Verona) der heute überlieferten Epik tradiert. Attila wurde später der Etzel/Atli aus dem deutschen und nordischen Nibelungenkontext. Hinter der Figur des Hildebrand wurde von der älteren Forschung (Müllenhof, Heusler) der historische ostgotische Heerführer Gensimund gesehen. Rudolf Much gab schon im frühen 20. Jahrhundert den Hinweis auf Ibba oder Hibba, der bei den zeitgenössischen Historiographen wie Jordanes als Militär Theoderichs erfolgreich operierte.
Nach Much und weiteren Forschern nach ihm wurde Ibba als Kurzform oder Kosename von Hildebrand vermutet mit dem Hinweis, dass „Ibba“ – ebenso wie die Endung „-brand“ – im Gotischen nicht nachweisbar sei. Damit würden die Passagen des Liedes bezüglich des jahrzehntelangen Fernbleibens Hildebrands von Frau und Kind mit der Flucht Theoderichs (Ibba/Hildebrand im Gefolge) ihren historischen Grund in der Rabenschlacht finden, zum anderen Ibba/Hildebrand, aufgrund des Namens vermutlich fränkischer Herkunft, als ein Gefolgsmann des Theoderich, der sich durch Treue einen hohen Rang in der ostgotischen politisch-militärischen Nomenklatur erworben hat. Dass der Zweikampf zwischen den zwei Heeren aus der verworrenen politischen Situation heraus entstand, in der es zu solchen Konfrontationen von nahen Verwandten kam, ist vergleichend historisch belegt. Diese Erfahrungen wurden demnach schon als Bestandteil der langobardischen Urform im Lied reflektiert.

## Verfasser und Sprache
Das Hildebrandslied wurde um 830/840 von zwei unbekannten Fuldaer Mönchen in hauptsächlich althochdeutscher Sprache, jedoch in einer eigentümlichen altsächsisch-altbairischen Mischform und mit angelsächsischen Schreibbesonderheiten aufgezeichnet. Aus dem Schriftbild des Textes ist festzustellen, dass die erste Schreiberhand für die Verse 1–29 und die zweite Schreiberhand für die Verse 30–41 verantwortlich ist. Die angelsächsischen, beziehungsweise altenglischen Einflüsse werden beispielsweise im Vers 9 deutlich, in der Phrase: ƿer ſin fater ƿarı, sowie durch die Verwendung des altenglischen Schriftzeichens ƿ für den uu-Laut, sowie in der Ligatur „æ“, beispielhaft im Vers 1.
Die Mischung aus Althochdeutsch und Altsächsisch versucht man damit zu erklären, dass vermutlich der oder die altsächsische Schreiber das althochdeutsche Lied nur ungeschickt wiedergeben konnten. Diese Abschreibfehler zeigen an, dass die Schreiber vermutlich nach Vorlage arbeiteten. Zu diesem Umstand kommen althochdeutsche Lexeme, die nur im Hildebrandslied zu finden sind (hapax legomena), wie unter anderen das auffällige Kompositum sunufatarungo (Vers 3), dessen genaue Bedeutung ungeklärt ist und wissenschaftlich diskutiert wird.

„Eindeutig oberdeutsch sind die anlautenden Tenues in prut (»Braut, Ehefrau«) oder pist (»bist«) oder die anlautenden Affrikaten in chind (»Kind«) etc. Niederdeutsch ist das durchweg unverschobene t in to (»zu«), uuêt (»weiß«), luttila (»lützel, klein«) oder der Nasalschwund vor Dentalen z. B. in ûsere (»unsere«) oder ôdre (»andere«). Der Beweis dafür, daß eine oberdeutsche Vorlage niederdeutsch eingefärbt wurde, liegt in den hyperkorrekten Formen vor wie urhettun – althochdeutsch urheizzo (»Herausforderer«) oder huitte – althochdeutsch hwizze (»weiße«). Hier nämlich entsprechen die geschriebenen Doppelkonsonanten tt nicht etwa dem niederdeutschen Lautstand, sondern erklären sich als mechanische Umsetzung der korrekten oberdeutschen Geminaten zz, denen im Niederdeutschen einfaches t entspräche.“

Georg Baesecke stellte zur Veranschaulichung der mischsprachlichen Einfärbungen dem überlieferten Text eine rein althochdeutsche Übertragung gegenüber, exemplarisch die Verse 1–3 (Korrekturen von Schreibfehlern in Kursiv):
Ih gihorta daz sagen,
daz urhizzun einon muozin,
Hiltibrant enti Hadubrant untar heriun zueim.
Die Entstehung des ursprünglichen Hildebrandsliedes wird, da in der gotischen Sprache die im Langobardischen nachgewiesene Namenendung auf „-brand“ fehlt, in Oberitalien angesetzt. Von den Langobarden kam das Hildebrandslied vermutlich in der zweiten Hälfte des 8. Jahrhunderts (770–780) nach Bayern und von dort nach Fulda. Helmut de Boor fasste den Weg der Überlieferung zusammen und folgerte, dass anhand der Grundlage einer gotisch-langobardischen Originalschrift eine altbairische Eindeutschung erfolgte. Nach der Übernahme in Fulda erfolgte die altsächsische Einfärbung und hiernach die heute überlieferte letzte Eintragung.

## Handschrift und Überlieferung
Der Text des Hildebrandsliedes befindet sich auf der Vorderseite des Blattes 1r und der Rückseite des Blattes 76v einer frühmittelalterlichen Pergament-Handschrift. Bei diesen Blättern handelt es sich um die ursprünglich leer gebliebenen Außenseiten des Kodex. Dessen Hauptteil wurde wahrscheinlich um 830 im Kloster Fulda geschrieben und enthält die deuterokanonischen Texte Buch der Weisheit und Jesus Sirach in lateinischer Sprache. Das Hildebrandslied ist offensichtlich ein nachträglicher Eintrag, ungefähr aus dem 3. oder 4. Jahrzehnt des 9. Jahrhunderts. Die Aufzeichnung bricht vermutlich deshalb ab, weil der Platz auf dem letzten Blatt nicht mehr ausreichte. Für Fulda als Entstehungsort des Fragments spricht auch die Tatsache, dass es sowohl baierische als auch sächsische Sprachmerkmale aufweist. Das Hildebrandslied ist eines der ältesten Beispiele dafür, dass die Scriptores der Klöster auch weltliche Texte abzuschreiben begannen.
Im Bibliotheksverzeichnis des Klosters Fulda wird der Kodex 1550 erstmals nachweislich erwähnt.  Heute wird er unter der Signatur 2° Ms. theol. 54  in der Universitätsbibliothek Kassel aufbewahrt, zu dessen Altbeständen er gehört. Erstmals veröffentlicht wurde das Hildebrandslied 1729 durch Johann Georg von Eckhart, der aber weder die Versform noch die Bedeutung des Texts erkannte. Die erste wissenschaftliche Edition erfolgte 1812 durch die Brüder Grimm.
Die Handschrift wurde zweimal zur Kriegsbeute, aber beide Male zurückerstattet: Im Dreißigjährigen Krieg fiel es hessischen Söldnern, im Zweiten Weltkrieg US-amerikanischen Soldaten in die Hände. Nach 1945 befand sie sich zeitweilig in den USA, wo kriminelle Antiquare ein Blatt mit dem Herkunftsstempel aus dem Kodex heraustrennten und für eine hohe Summe verkauften. Der Kodex wurde 1955, das fehlende Blatt erst 1972 zurückgegeben.

## Rezeption

### In der Lyrik des 19. Jahrhunderts
Nach der Strophenform des Hildebrandsliedes wurde die sogenannte Hildebrandsstrophe benannt, welche besonders im frühen 19. Jahrhundert z. B. bei Heinrich Heine oder Joseph von Eichendorff äußerst beliebt war. Da es sich bei dieser Strophenform jedoch anders als beim Original um eine vierversige Version handelt, bezeichnet man sie auch als halbe Hildebrandsstrophe. Ein berühmtes Beispiel für einen Vertreter dieser Strophenform ist Eichendorffs Gedicht Mondnacht.

### In der Rockmusik
Die DDR-Rockband Transit verarbeitete den Stoff 1980 in ihrem „Hildebrandslied“, und die Pagan-Metal-Band Menhir brachte 2007 ein gleichnamiges Album heraus, auf welchem der althochdeutsche Originaltext gesungen wurde. Der ehemalige Kraftwerk-Musiker Wolfgang Flür veröffentlichte 2025 eine Version des „Hildebrandlieds“ auf dem Album Times, es wird ebenfalls der altdeutsche Originaltext des Lieds vorgetragen.

### Faksimile
- Wilhelm Grimm: De Hildebrando, antiquissimi carminis teutonici fragmentum. Dieterich, Göttingen 1830 (archive.org [abgerufen am 20. Januar 2018]). (erstes Faksimile)
- Eduard Sievers: Das Hildebrandslied, die Merseburger Zaubersprüche und das Fränkische Taufgelöbnis mit photographischem Facsimile nach den Handschriften herausgegeben. Buchhandlung des Waisenhauses, Halle 1872 (google.com [abgerufen am 20. Januar 2018]). (erstes fotografisches Faksimile)
- Hanns Fischer: Schrifttafeln zum althochdeutschen Lesebuch. Tübingen 1966, ISBN 3-484-10008-7.
- Präsident der Universität Kassel (Hrsg.): Das Hildebrandlied – Faksimile der Kasseler Handschrift mit einer Einführung von Hartmut Broszinski. 3. überarb. Auflage. kassel university press, Kassel 2004, ISBN 3-89958-008-7.

### Ausgaben und Übersetzungen
- Georg Baesecke: Hildebrandlied. Mit Faksimile. Niemeyer, Halle an der Saale 1945.
- Wilhelm Braune, Ernst A. Ebbinghaus: Althochdeutsches Lesebuch. 17. Auflage. Tübingen 1994, ISBN 3-484-10708-1.
- Johann Georg von Eckhart: Commentariis de rebus Franciae orientalis. Band 1. Universität Würzburg, Würzburg 1729, XIII Fragmentum Fabulae Romanticae, Saxonica dialecto seculo VIII conscriptae, ex codice Casselano, S. 864–902 (google.co.uk [abgerufen am 28. Dezember 2017]). (Editio princeps)
- Wolfram Euler: Das Westgermanische – von der Herausbildung im 3. bis zur Aufgliederung im 7. Jahrhundert – Analyse und Rekonstruktion. Verlag Inspiration Un Limited, London/Berlin 2013, ISBN 978-3-9812110-7-8. (Langobardische Fassung des Hildebrandsliedes auf S. 213–215.)
- Die Brüder Grimm: Die beiden ältesten deutschen Gedichte aus dem achten Jahrhundert. Das Lied von Hildebrand und das Weißenbrunner Gebet zum erstenmal in ihrem Metrum dargestellt und herausgegebn. Thurneisen, Kassel 1812 (archive.org [abgerufen am 20. Januar 2018]). (Die erste wissenschaftliche Ausgabe.)
- Siegfried Gutenbrunner: Von Hildebrand und Hadubrand. Lied, Sage, Mythos. Heidelberg 1976, ISBN 3-8253-2362-5.
- Walter Haug, Benedikt Konrad Vollmann (Hrsg.): Bibliothek des Mittelalters. Band 1. Frühe deutsche Literatur und lateinische Literatur in Deutschland 800–1150. Deutscher Klassiker Verlag, Frankfurt am Main 1991, ISBN 3-618-66015-4.
- Willy Krogmann: Das Hildebrandslied in der langobardischen Urfassung hergestellt. Berlin 1959.
- Horst Dieter Schlosser: Althochdeutsche Literatur. 2. Auflage. Berlin 2004, ISBN 3-503-07903-3.
- Elias von Steinmeyer: Die kleineren althochdeutschen Sprachdenkmäler. Berlin 1916. (Digitalisat der ULBD)
- Karl A. Wipf: Althochdeutsche poetische Texte. Althochdeutsch/Neuhochdeutsch, ausgewählt, übersetzt und kommentiert von Karl A. Wipf. (= Reclams Universal-Bibliothek. Band 8709). Stuttgart 1992, ISBN 3-15-008709-0.

### Bibliographien, lexikalische Abhandlungen und Einzelaspekte
- Helmut de Boor: Die Deutsche Literatur von Karl dem Großen bis zum Beginn der höfischen Dichtung. In: Geschichte der deutschen Literatur. Band 1. C. H. Beck, München 1979.
- Klaus Düwel: Hildebrandslied. In: Kurt Ruh u. a. (Hrsg.): Verfasserlexikon. Die deutsche Literatur des Mittelalters. Band 3. Walter de Gruyter, Berlin/New York 1981, ISBN 3-11-008778-2.
- Klaus Düwel, Nikolaus Ruge: Hildebrandslied. In: Rolf Bergmann (Hrsg.): Althochdeutsche und altsächsische Literatur. de Gruyter, Berlin/Boston 2013, ISBN 978-3-11-024549-3, S. 171–183.
- Elvira Glaser, Ludwig Rübekeil: Hildebrand und Hildebrandslied. In: Reallexikon der Germanischen Altertumskunde (RGA). 2. Auflage. Band 14, Walter de Gruyter, Berlin/New York 1999, ISBN 3-11-016423-X, S. 554–561. (einführender Fachartikel)
- Wolfgang Haubrichs: Geschichte der deutschen Literatur von den Anfängen bis zum Beginn der Neuzeit. Bd. 1: Von den Anfängen zum hohen Mittelalter. Teil 1: Die Anfänge. Versuche volkssprachiger Schriftlichkeit im frühen Mittelalter (ca. 700–1050/60). Athenäum, Frankfurt am Main 1988, ISBN 3-610-08911-3.
- Dieter Kartschoke: Geschichte der deutschen Literatur im frühen Mittelalter. DTV, München 1987.
- Helmich van der Kolk: Das Hildebrandslied. Amsterdam 1967.
- Rosemarie Lühr: Studien zur Sprache des Hildebrandliedes. Regensburger Beiträge zur deutschen Sprach- und Literaturwissenschaft, Reihe B: Untersuchungen, 22. Peter Lang, Frankfurt am Main/Bern 1982, ISBN 3-8204-7157-X.
- Oskar Mitis: Die Personen des Hildebrandliedes. In: Schriften des Vereins für Geschichte des Bodensees und seiner Umgebung 72. Jg. 1953/54, S. 31–38 (Digitalisat)
- Robert Nedoma: Þetta slagh mun þier kient hafa þin kona enn æigi þinn fader – Hildibrand und Hildebrandsage in der Þiðreks saga af Bern. Francia et Germania. Studies in Strengleikar and Þiðreks saga af Bern, ed. by Karl G. Johansson, Rune Flaten. Bibliotheca Nordica 5. Novus, Oslo 2012, S. 105–141, ISBN 978-82-7099-714-5.
- Opritsa Popa: Bibliophiles and Bibliothieves: The Search for the Hildebrandslied and the Willehalm Codex, Cultural Property Studies, De Gruyter 2003.
- Meinolf Schumacher: Wortkampf der Generationen. Zum Dialog zwischen Vater und Sohn im ‚Hildebrandslied‘. In: Eva Neuland (Hrsg.): Jugendsprache – Jugendliteratur – Jugendkultur. Interdisziplinäre Beiträge zu sprachkulturellen Ausdrucksformen Jugendlicher. Peter Lang, Frankfurt am Main 2003, ISBN 3-631-39739-9, S. 183–190 (Digitalisat der Uni Bielefeld).
- Klaus von See: Germanische Heldensage. Stoffe, Probleme, Methoden. Athenäum, Wiesbaden 1971 (Reprint 1981), ISBN 3-7997-7032-1.
- Rudolf Simek, Hermann Pálsson: Lexikon der altnordischen Literatur. Die mittelalterliche Literatur Norwegens und Islands (= Kröners Taschenausgabe. Band 490). 2., wesentlich vermehrte und überarbeitete Auflage. Kröner, Stuttgart 2007, ISBN 978-3-520-49002-5.
- Jan de Vries: Heldenlied und Heldensage. Franke, Bern/München 1961, ISBN 3-317-00628-5.
- Konrad Wiedemann: Manuscripta Theologica. Die Handschriften in Folio. In: Die Handschriften der Gesamthochschul-Bibliothek Kassel – Landesbibliothek und Murhardsche Bibliothek der Stadt Kassel. Band 1.1. Harrassowitz, Wiesbaden 1994, ISBN 978-3-447-03355-8.